# Sainte-Vertu
Sainte-Vertu is een gemeente in het Franse departement Yonne (regio Bourgogne-Franche-Comté) en telt 106 inwoners (2009). De plaats maakt deel uit van het arrondissement Avallon.

## Geografie
De oppervlakte van Sainte-Vertu bedraagt 14,0 km², de bevolkingsdichtheid is dus 7,6 inwoners per km².
De onderstaande kaart toont de ligging van Sainte-Vertu met de belangrijkste infrastructuur en aangrenzende gemeenten.

## Demografie
Onderstaande figuur toont het verloop van het inwonertal (bron: INSEE-tellingen).